# كليف هير
كليف هير (بالإنجليزية: Cliff Hare)‏ هو لاعب كرة قدم أمريكية أمريكي، (و. 1869  م).